# 反倾销税
反倾销税（Anti-Dumping Duty）是对实行商品倾销的进口商品所征收的一种进口附加税。
反倾销税是指一國產品以低於該產品之正常價格銷往另一國，致嚴重損害該輸入國之某一工業或有嚴重損害之虞或阻礙某一工業之建立，應認為構成傾銷。
所謂正常價格係指：
一、低於同類產品，於通常貿易過程中在輸出或產製國國內消費之比較價格；
二、如無上項國內價格，則為低於：
- 同類產品輸出任何第三國，於通常貿易過程中之最高比較價格
- 此項產品在產地之生產成本，另加合理之銷售費用及利潤。

為抵銷或防止傾銷，一締約國得對傾銷產品除依海關進口稅則徵收關稅外，另課征不高於此項產品傾銷差額之反傾銷稅。中華民國對反傾銷稅課徵之申請與平衡稅課徵實施辦法相同。

## 相關
- 貿易保護主義
- 反貼補稅
- 關稅